# Daguerre (cràter)
Daguerre és una formació circular situada a prop de l'extrem nord de la Mare Nectaris, a la Lluna, en una regió accidentada amb molts petits cràters d'impacte. A l'oest-nord-oest apareix el cràter Mädler, i més enllà cap a l'oest es troba el prominent cràter Theophilus. Al nord, a la sòlida zona continental localitzada entre els mars lunars es troba el cràter Isidorus.

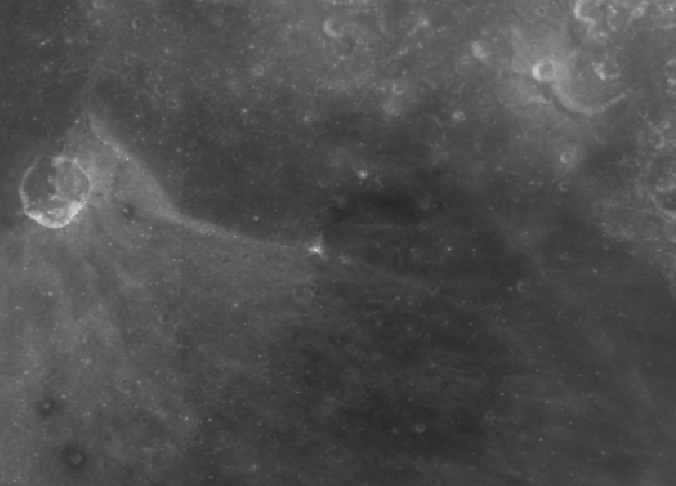
Daguerre (centre) a l'extrem nord de la Mare Nectaris. Una marca radial des de Mädler a l'oest creua Daguerre
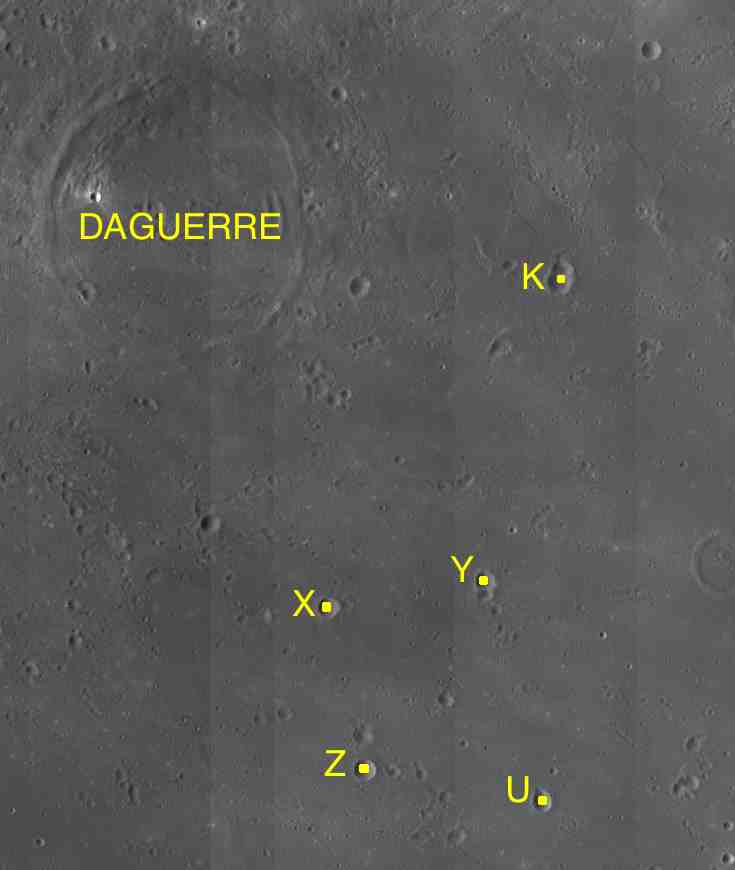
Cràters satèl·lit
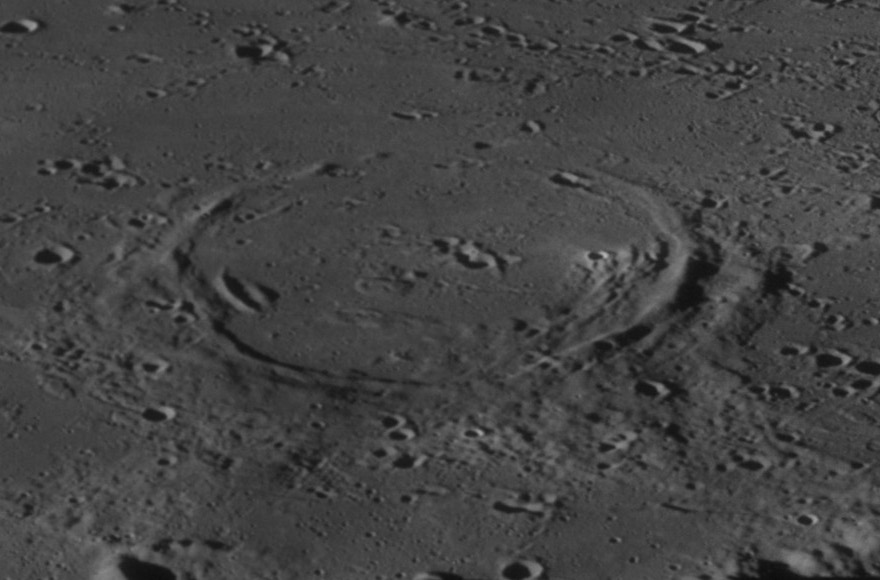
Vista obliqua orientada al sud des de l'Apollo 11

Es tracta d'un element amb l'aparença d'un cràter d'impacte gairebé submergida pel flux de lava, deixant un forat a la paret que dona al sud-oest amb una forma de ferradura característica. El sòl està recobert pel sistema de marques radials lineals de Mädler. L'alçada màxima de la vora supervivent és de 1,5 km.

## Cràters satèl·lit
Per convenció aquests elements són identificats en els mapes lunars posant la lletra en el costat del punt central del cràter que està més proper a Daguerre.
| Daguerre | Coordenades                          | Diàmetre |
| -------- | ------------------------------------ | -------- |
| K        | 12° 12′ S, 35° 48′ E / 12.2°S,35.8°E | 5 km     |
| U        | 15° 06′ S, 35° 42′ E / 15.1°S,35.7°E | 4 km     |
| X        | 14° 00′ S, 34° 30′ E / 14.0°S,34.5°E | 4 km     |
| Y        | 13° 54′ S, 35° 24′ E / 13.9°S,35.4°E | 3 km     |
| Z        | 14° 54′ S, 34° 42′ E / 14.9°S,34.7°E | 4 km     |